# Петруша, Вячеслав Станиславович
Вячеслав Станиславович Петруша (род. 1 марта 1958) — лётчик-испытатель, полковник, Герой Российской Федерации (2004).

## Биография
Родился 1 марта 1958 года в городе Клайпеда. По национальности — белорус. В 1975 году окончил 6-ю среднюю школу в Клайпеде.
В армии с 1975 года. В 1979 году окончил Черниговское высшее военное авиационное училище лётчиков. До 1987 года служил в авиации Тихоокеанского флота старшим лётчиком, командиром отряда, заместителем командира авиаэскадрильи отдельного авиационного полка ВВС ТОФ. Летал на самолёте вертикального взлёта и посадки Як-38. Участвовал в 4-х дальних походах и несении боевой службы авианесущей группировки ВМФ СССР на ТАКР «Минск» и «Новороссийск».
В 1989 году окончил Центр подготовки лётчиков-испытателей ВВС (г. Ахтубинск Астраханской области).
С 1989 года — на лётно-испытательной работе в Государственном Краснознамённом научно-испытательном институте (ГК НИИ ВВС) (ныне — Государственный лётно-испытательный центр имени В.П. Чкалова).
Освоил 56 типов и модификаций самолетов и вертолетов. Провёл большой объём испытаний самолётов корабельного базирования Су-27К (Су-33), Су-25УТГ и Су-27КУБ. Провёл ряд сложных испытательных работ на самолётах Як-130, Су-30, Су-30СМ, Су-25 различных модификаций, Су-34, Як-38М и других самолётах. В 1999 году установил 2 мировых авиационных рекорда грузоподъёмности на самолёте Су-34.
В 2000—2003 годах — начальник Службы лётных испытаний истребительной авиации ГЛИЦ имени В. П. Чкалова. В 2003—2013 — заместитель начальника лётно-испытательного центра ГЛИЦ.
Указом Президента Российской Федерации от 20 декабря 2004 года за мужество и героизм, проявленные при испытании авиационной техники и вооружения, полковнику Петруше Вячеславу Станиславовичу присвоено звание Героя Российской Федерации с вручением знака особого отличия — медали «Золотая Звезда» (№ 838).
Живёт в Москве.

## Награды и звания
- Герой Российской Федерации (2004 год)
- орден Мужества (1995)
- медали
- Почётный гражданин Ахтубинска (2008)
- Заслуженный лётчик-испытатель Российской Федерации (2008)